# El origen del mundo
El origen del mundo (en francés: L'origine du monde) es una pintura de Gustave Courbet realizada en 1866 y expuesta en el Museo de Orsay de París desde 1995.

## Descripción

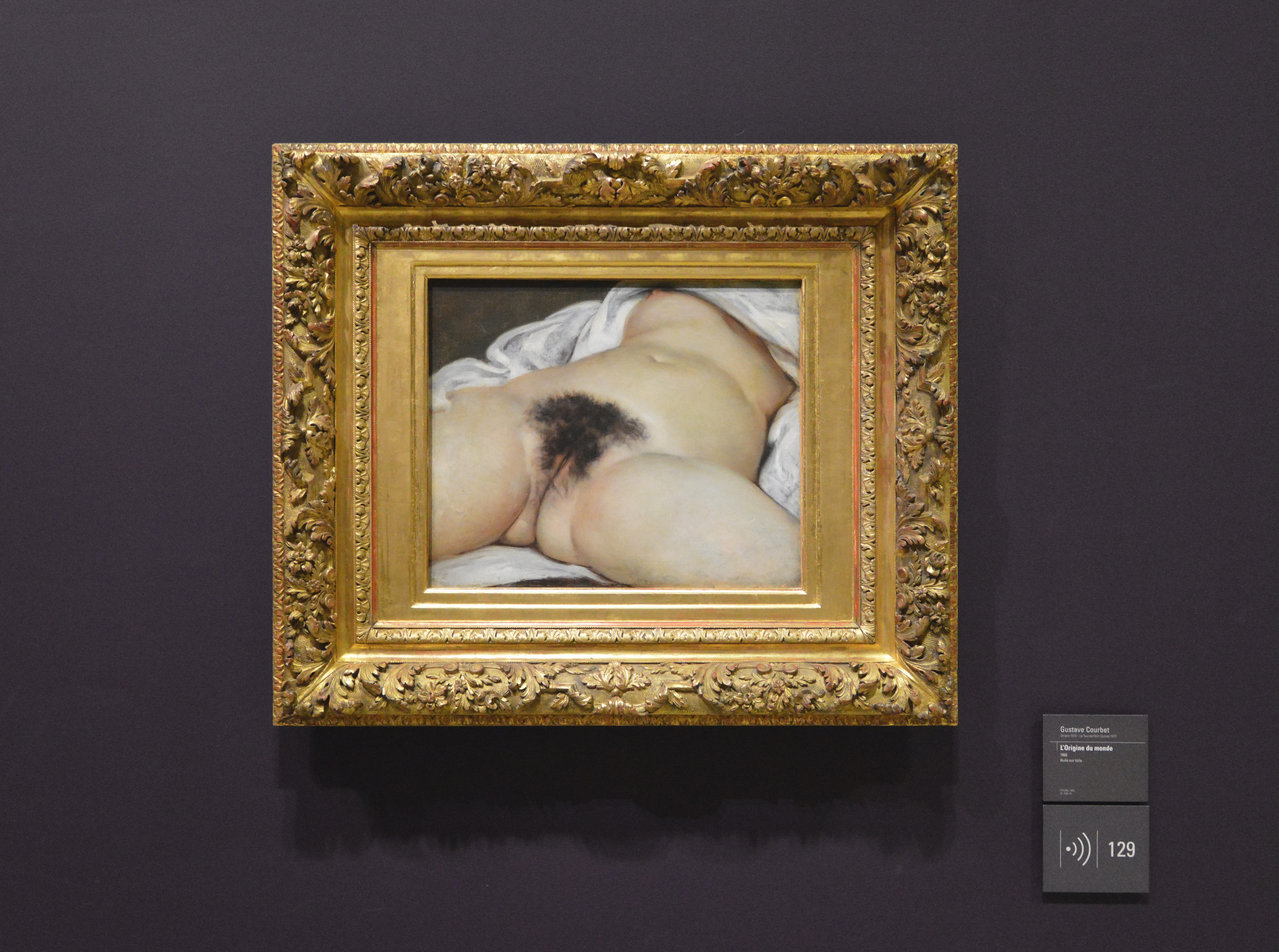
El origen del mundo expuesto en el Museo de Orsay de París

Muestra en primer plano, desde un plano contrapicado, la vulva de una mujer desnuda, coronada por rizos de largo vello púbico negro. El cuerpo de la mujer, acostado lascivamente sobre una cama y parcialmente cubierto por una sábana blanca, es visible sólo desde los muslos (que, separándose suavemente, dejan ver los labios vaginales) hasta los senos; el encuadre adoptado por Courbet, de hecho, omite el rostro de la modelo, cortado por los márgenes superiores del cuadro.
Los desnudos femeninos han sido revisitados numerosas veces en la producción gráfica de Courbet, quien ya los retrató en obras de marcado sabor libertino; esta constante iconográfica regresa en El origen del mundo con tal audacia y realismo que confiere al lienzo una fuerte carga seductora. El erotismo del cuadro, sin embargo, no desemboca en la pornografía, gracias a la gran habilidad técnica de Courbet y a la adopción de una sofisticada gama de tonos ámbar. Courbet, mostrándose muy sensible a la lánguida belleza de las mujeres de Antonio Allegri da Correggio, Tiziano y Paolo Veronese, revisita así la representación púbica con un realismo impactante; la vulva, de hecho, se presenta en su cruda realidad objetiva, de manera sincera y directa, con un notable alejamiento de los convencionalismos académicos. El cuadro, además de las diversas referencias renacentistas, también se ha relacionado con las fotografías eróticas tomadas hacia 1860 por Auguste Belloc, en las que Courbet pudo haberse inspirado.

## Propietarios discretos
El origen del mundo fue adquirido por el anticuario Antoine de la Narde en la subasta que se realizó en 1868. Sus andanzas posteriores son en cambio poco claras. Edmond de Goncourt lo vio por primera vez en 1889 en la tienda de un anticuario, oculto tras un panel en el que estaba pintado un castillo en medio de un paisaje nevado. Se trata de otro cuadro de Courbet, Le château de Blonay, pintado en 1874-77, de 50 cm por 60 cm. 
El conjunto reapareció en 1918 en la Galería Bernheim-Jeune de París, sin que se sepa cómo llegó allí. También exponía allí sus propios cuadros el barón húngaro Ferencz Hatvany, quien compró los de Courbet. Hatvany los llevó a Budapest, donde permanecieron hasta la Segunda Guerra Mundial, cuando la Wehrmacht se apoderó de ellos. 
Terminaron sin embargo en manos del Ejército Rojo, quien se los devolvió a su legítimo dueño. Hatvany trasladó su residencia a París en 1947 y en 1955 Jacques Lacan adquirió de él L'origine du monde.
Lacan llevó el cuadro a su casa campestre La Prevoté en Guitrancourt, pero lo ocultó también, esta vez bajo una composición realizada exprofeso por André Masson, cuñado de la que sería su mujer, Silvia. También mantuvo oculta su condición de propietario del cuadro. Por último, tras la muerte de Lacan en 1981, L'origine du monde pasó a ser propiedad del Estado francés en pago de los impuestos sucesorios. Desde 1995 se expone en el Museo de Orsay de París junto con otras obras de Courbet.

## Censura
En febrero de 1994, la novela Adorations perpétuelles (Adoraciones perpetuas) de Jacques Henric reproducía El origen del mundo en su portada. La policía visitó varias librerías francesas para que retiraran el libro de sus escaparates. Algunos propietarios mantuvieron el libro, pero otros cumplieron y algunos lo eliminaron voluntariamente.[cita requerida]
En febrero de 2011, Facebook censuró El origen del mundo después de que fuera publicado por el artista Frode Steinicke, radicado en Copenhague, para ilustrar sus comentarios sobre un programa de televisión transmitido por DR2. Tras el incidente, muchos otros usuarios de Facebook cambiaron desafiantemente sus fotos de perfil por el cuadro de Courbet en un acto de solidaridad con Steinicke. Facebook, que originalmente deshabilitó el perfil de Steinicke, finalmente lo volvió a habilitar sin la imagen de El origen del mundo. A medida que el caso ganó la atención de los medios, Facebook eliminó otras páginas sobre la pintura.
En octubre de 2011, nuevamente, un usuario francés de Facebook presentó una denuncia contra Facebook ante el Tribunal de París después de que su perfil fuera desactivado por mostrar una imagen de El origen del mundo. La imagen era un enlace a un programa de televisión transmitido por Arte sobre la historia del cuadro. Al no obtener respuesta a sus correos electrónicos a Facebook, decidió presentar una denuncia por "vulneración de la libertad de expresión" y contra la legalidad de los términos de Facebook que definen como lugar exclusivo de jurisdicción a los tribunales ubicados en el condado de Santa Clara, California, para todas las reclamaciones en litigio.[cita requerida] En febrero de 2016, el tribunal de París dictaminó que Facebook podía ser demandado en Francia.
En 2018, el tribunal francés dictaminó que Facebook se había equivocado al cerrar su cuenta. Facebook cambió sus políticas para permitir imágenes de desnudos en obras de arte e hizo una donación a una asociación francesa de arte urbano.

## Filmografía
- Fargier, J. P.: L’origine du monde, 1996.